# Lenguas nimboranas
Las lenguas nimboranas son una pequeña familia lingüística de lenguas papúes en la clasificación de Malcolm Ross, que Stephen Wurm había considerado parte de las lenguas trans-neoguineanas. Sin embargo, cuando los pronombres del proto-nimborano se reconstruyen (*genam 'yo' y *kom~*komot 'tú'), parecen pocas similitudes con los pronombres del proto-trans-neoguineano *na y *ga.

## Clasificación
La familia nimborana incluye las siguientes lenguas:
Kemtuik-Gresi, Mlap, Mekwei, Nimborano

## Descripción lingüística

### Pronombres
Los pronombres que reconstruye Ross para el proto-nimborano son:
| yo       | *genam      |
| tú       | *kom, komot |
| él/ ella | ?           |

### Comparación léxica
Los numerales en diferentes lenguas nimboranas:
| GLOSA | Kemtuik      | Mekwei    | Nimbora        | PROTO- NIMBORANO |
| ----- | ------------ | --------- | -------------- | ---------------- |
| '1'   | klaya        | mele      | tendʊ          |                  |
| '2'   | namon        | ali       | namuan         | *namwan          |
| '3'   | naŋglik      | (toluk)   | naᵑgɽi         | *naᵑgri(-k)      |
| '4'   | namon- namon | (fat)     | namuan- namuan | *namwan- namwan  |
| '5'   | ta idi       | mafut     | kienentakuap   |                  |
| '6'   | 5+1          | maftanin  | 5+1            | *5+1             |
| '7'   | 5+2          | (futu)    | 5+2            | *5+2             |
| '8'   | 5+3          | (walu)    | 5+3            | *5+3             |
| '9'   | 5+4          | (walutji) | 5+4            | *5+4             |
| '10'  | ta namon     | fé        | kienenendi     |                  |
Los términos entre préntesis del mewei son claramente préstamos procedentes de lenguas oceánicas (en proto-oceánico *tolu '3', *pati '4', *pitu '7', *walu '8')